# Cantone di Saint-Malo-1
Il Cantone di Saint-Malo-1 è una divisione amministrativa dell'Arrondissement di Saint-Malo.
È stato costituito a seguito della riforma approvata con decreto del 18 febbraio 2014, che ha avuto attuazione dopo le elezioni dipartimentali del 2015.

## Composizione
Comprende parte della città di Saint-Malo e i 4 comuni di:
- Cancale
- La Gouesnière
- Saint-Coulomb
- Saint-Méloir-des-Ondes